# Xu Xiake

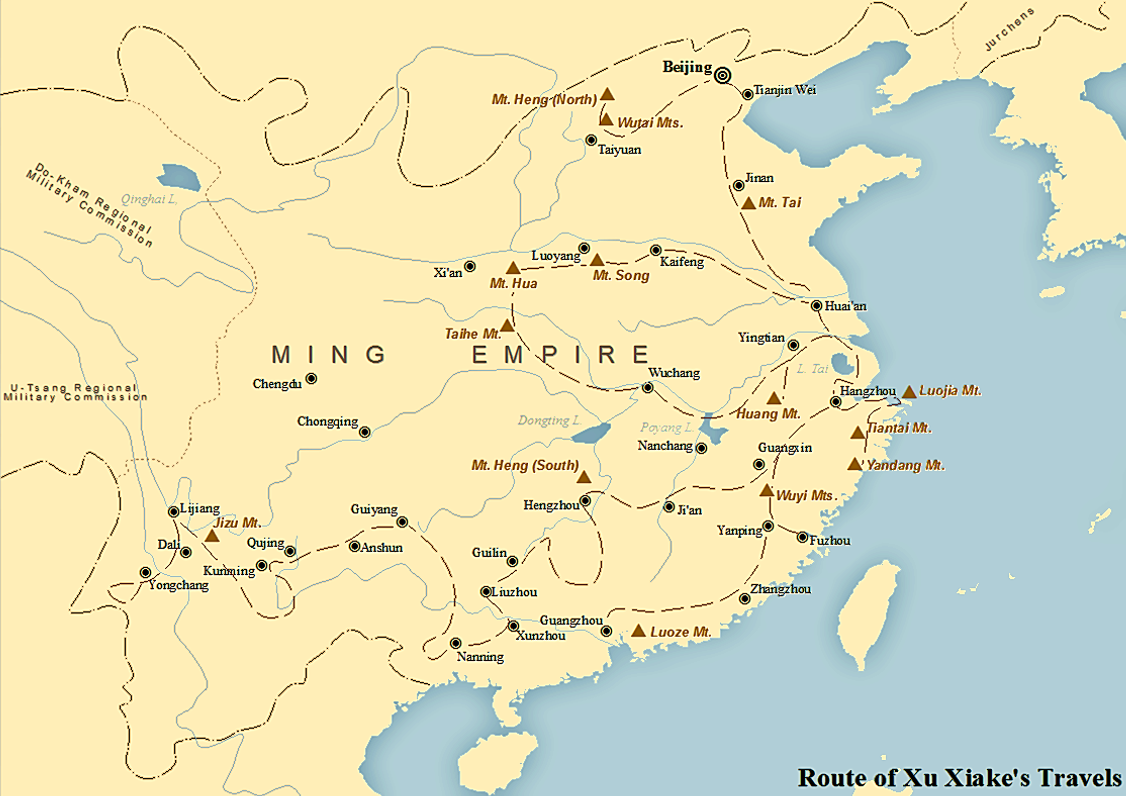
Mapa podróży Xu Xiake

Xu Xiake, (właściwie: Xu Hongzu, chiń. 徐弘祖) (ur. 5 stycznia 1587 w wiosce Nanyangqi w pobliżu Jiangyin, zm. 8 marca 1641 w Jiangyin) – najsłynniejszy chiński podróżnik i odkrywca, autor dzienników ze swoich wędrówek.
Xu Xiake, kierowany chęcią zweryfikowania swojej wiedzy o geografii Chin zaczerpniętej z lektur i rozstrzygnięcia wątpliwości co do niektórych opisów w tych tekstach, spędził większość swojego życia zaangażowany w geograficzną eksplorację i odkrycia. W ciągu trzydziestu lat wędrówek odwiedził wszystkie prowincje cesarstwa, w swoich dziennikach szczegółowo opisując napotkane góry, rzeki, wulkany i jaskinie, jak również konstrukcje wzniesione przez człowieka. Jego najsłynniejsza podróż na południowy zachód, odbyta w latach 1637–1640, doprowadziła do szeregu istotnych geograficznych odkryć, takich jak ustalenie źródła Jangcy i Rzeki Zachodniej oraz stwierdzenie, że Mekong oraz Saluin to osobne rzeki. Jego dzienniki są wysoce cenione także ze względu na ich walory literackie. W dzisiejszych Chinach Xu jest uważany za najsłynniejszego chińskiego podróżnika i swoistego patrona turystyki.

## Życiorys

### Młodość i pierwsze podróże
Przeszedł do historii pod swoim literackim pseudonimem Xiake („gość chmur o zachodzie słońca”), który figuruje w tytule jego słynnych dzienników. Pochodził z rodziny o pewnym stopniu zamożności i miał szeroki dostęp do książek, z których studiował szczególnie te poświęcone geografii. Nie był jednak zainteresowany oficjalną karierą wiążącą się ze zdawaniem egzaminów urzędniczych. Pomimo to udało mu się zdobyć kilku wpływowych przyjaciół, takich jak Chen Jiru i Huang Daozhou (to właśnie Chen Jiru wymyślił jego pseudonim).
W 1604 jego ojciec zginął napadnięty przez bandytów. W 1607 udał się w swoją pierwszą podróż, odwiedzając jezioro Tai. Pomiędzy 1609 a 1633 odwiedził kolejno: świętą górę Tai, dom Konfucjusza w Qufu i miejsce urodzenia Mencjusza; Zhili; buddyjską świętą wyspę Putuo Shan oraz góry Tiantai i Yandang w prowincji Zhejiang (1613 i ponownie 1632); Nankin (1614); pasma górskie Huang Shan i Wuyi Shan (1616); region Lushan (1618); święte góry Song i Hua (1623); Fujian (1628, 1630 i 1633); Guangdong (1628); Pekin (1629) oraz święte góry Wutai i Heng w Shanxi (1633). W ten sposób zaliczył pobyt w wielu najsłynniejszych miejscach wschodnich Chin i jego ówczesne podróże można określić jako „niezwykle konwencjonalne”.

### Wyprawa na południowy zachód
W 1625 zmarła jego matka, Wang Ruren. Dopóki żyła, powodowany nabożnością synowską starał się nie podejmować wędrówek, które oddalałyby go na zbyt długo od starzejącej się matki. Miał również zamawiać wiersze na jej cześć u swoich przyjaciół literatów. Po jej śmierci odbył przepisową trzyletnią żałobę i jest podawany jako przykład konfucjańskiej prawości. Gdy żadne z jego rodziców już nie żyło, kierowany chęcią wyrwania się poza granice centralnych Chin, udał się w swoją najsłynniejszą podróż, zamierzając zbadać dzikie tereny południowego zachodu i ustalić źródła Jangcy. Kiedy wyruszył w 1637, miał już pięćdziesiąt lat, zaś w domu pozostawił żonę i kilkoro dzieci. Towarzyszyło mu dwóch służących (Wang Er, który uciekł po kilku dniach, i Gu Xing, który pozostał z nim niemal do końca wędrówki) oraz buddyjski mnich, Jingwen, niosący ze sobą kopię napisanej własną krwią Sutry Lotosu, którą zamierzał ofiarować w świątyni na świętej dla buddystów górze Jizu w Junnanie.
W trakcie trwającej ponad trzy lata wędrówki miał przemierzyć dzisiejsze prowincje Zhejiang, Jiangxi, Hunan, Guangxi i Guizhou, by w końcu dotrzeć do Junnanu. Na początku 1637 odwiedził górę Heng w Hunanie, ostatnią z pięciu świętych gór, której jak dotąd nie widział. Przez resztę tego roku przemierzył większość Guangxi, szukając wszystkich pięciu odgałęzień Rzeki Zachodniej, wspinając się po górach i sporządzając dokładne zapiski na temat ich kształtu, pokrywających je lasów oraz natury skał. Po opuszczeniu miasta Hengzhou (dzis. Hengyang) wędrowcy zostali napadnięci i obrabowani podczas przeprawy łodzią przez rzekę Xiang. Xu ledwo uniknął utonięcia i po utracie pieniędzy mógł kontynuować dalszą podróż jedynie dzięki wsparciu miejscowych urzędników i literatów, chociaż w pewnym momencie znalazł się też w sytuacji, w której musiał sprzedać nawet swoje wierzchnie odzienie. Jingwen, który w trakcie napadu odniósł poważną ranę, osiem miesięcy później w Nanningu zmarł na dyzenterię, wcześniej prosząc, by jego prochy wraz z sutrą zostały pochowane na górze Jizu. Xu niósł urnę z jego prochami przez kolejne trzysta sześćdziesiąt dni wędrówki w bardzo trudnych warunkach, zanim dotarł na górę Jizu i pochował je w uznawanym za przynoszące pomyślność miejscu.
Po tak długiej podróży, w której często z narażeniem życia pokonał ekstremalne trudności, takie jak ciągłe zimno, deszcz, głód czy wichury, dokuczało mu wiele dolegliwości i kontuzji, zaś Gu Xing ostatecznie go opuścił. Jego dzienniki urywają się gwałtownie cztery dni później, stąd nie opisują jego drogi powrotnej. Według Chen Hanhuia (1589-1646) Xu spędził trzy miesiące, kompilując gazeter góry Jizu dla wodza Mosuo Mu Zenga (1587-1646), który miał siedzibę w pobliskim Lijiang (z tego gazetera do dziś ocalały jedynie fragmenty). Później udał się do domu, najpierw na lektyce dostarczonej przez Mu, później zaś łodzią wzdłuż Jangcy. Na miejsce dotarł latem 1640, przy czym cierpiał na choroby skóry i stóp i jego zdrowie zaczęło gwałtownie się pogarszać. Według jego przyjaciela, Ji Menglianga: „Odtąd [Xu] mógł już wędrować tylko w swoim umyśle. Wiele razy siedziałem przy końcu jego łóżka aż do północy, zaś on nigdy nie znużył się wspominaniem swoich podróży”. Xu Xiake zmarł 8 marca 1641.

## Dziedzictwo
Xu Xiake pod wieloma względami był dzieckiem swoich czasów. Zwłaszcza we wczesnym okresie odwiedzał głównie znane wszystkim święte miejsca i obiekty kultury, godne zainteresowania pielgrzyma i wykształconego literata, kontynuując w ten sposób starą tradycję chińskich podróży. Z odrazą opisywał zwyczaje napotykanych przez siebie przedstawicieli chińskich mniejszości etnicznych jako barbarzyńskie. Zgodnie z duchem epoki żywił zamiłowanie do wszystkiego, co dziwne (奇, qi), był oddany pojęciu obsesji (癖, pi) i analizował krajobrazy, które widział, w kategoriach feng shui. Jednocześnie jednak od samego początku przejawiał specyficzne dla siebie zamiłowanie do badania i szczegółowego opisywania geograficznych faktów, co wykraczało poza tradycyjną rolę literata-podróżnika i znalazło swoją kulminację w jego podróży na południowy zachód. Jak pisze James M. Hargett:
Kierowany chęcią zweryfikowania swojej wiedzy o geografii Chin zaczerpniętej z lektur i rozstrzygnięcia wątpliwości co do niektórych opisów w tych tekstach Xu spędził większość swojego życia zaangażowany w geograficzną eksplorację i odkrycia. Dzienniki opisujące te podróże są znaczące ponieważ zawierają pochodzące z pierwszej ręki informacje o badaniach wielkiego bogactwa zasobów geograficznych Chin. Nigdy wcześniej nikt nie spędził tylu lat na podróży i badaniach lub eksploracji tak wielu gór i rzek jak Xu Xiake. W istocie Xu był prawdopodobnie jedynym profesjonalnym podróżnikiem i odkrywcą tradycyjnych Chin.
 W trakcie większości swoich podróży prowadził dziennik, uzupełniany zazwyczaj wieczorem, nawet w wyjątkowo niesprzyjających okolicznościach. Dziennik Xu wpisuje się w tradycję gatunku znanego jako „liryczne relacje z podróży” (游记, youji), w którym autor dawał wyraz swoim odczuciom związanym z wędrówką do jakiegoś sławnego lub z innych względów wyjątkowego miejsca, często obok własnych obserwacji przekazując wiele informacji związanych z jego historią, a czasami angażując się również w rozważania o charakterze estetycznym, intelektualnym i moralnym. Głównym celem tego rodzaju zapisków było nie przekazanie nowych informacji, ale ukazanie wewnętrznych uczuć i refleksji podróżnika, a tym samym odróżnienie jego własnego doświadczenia wędrówki do skądinąd dobrze znanego miejsca od wszystkich poprzednich. Te relacje z podróży zalicza się czasami do szerszego gatunku „pism nieformalnych” (小品, xiaopin), jak jednak zauważa Tina Lu, pisarstwo Xu Xiake wykraczało poza przyjętą literacką konwencję, bowiem:
Podróżował przez nieznany krajobraz, który był dla niego interesujący właśnie dlatego, że nie można go było zamienić w prywatną przestrzeń. W przypadku każdej lokacji sporządzał listę wyróżniających się miejsc i specyficznych trudności w pokonywaniu terenu; jego podróż prowadziła do tego co było poza, nie zaś - jak to często bywało w przypadku podróżników późnej epoki Ming - do jakiegoś terytorium znajdującego się w nich samych. Nie pisał o wspomnieniach z dzieciństwa, o pragnieniu zjednoczenia się z krajobrazem lub nieoczekiwanych spotkaniach. Znajdujemy u niego bardzo niewiele z głównego projektu pism nieformalnych, to znaczy przepojenia czegoś całkowicie niemożliwym do podrobienia głosem. Całkowite przeciwieństwo nieformalnego pisania, jest to pisarstwo w którym autorski głos został stłumiony przez większe przedsięwzięcie.
Bezpośrednią inspiracją dla Xu mogły być Szkice z Podróży do Pięciu Świętych Gór Wang Shixinga (1547–1598), piastującego urzędy w Syczuanie i Junnanie, który w swoim dziele zajmował się takimi kwestiami jak różne warunki klimatyczne północnych i południowych Chin oraz zwyczaje mniejszości narodowych północnego zachodu. To od niego Xu mógł przejąć zwyczaj weryfikowania tradycyjnych geograficznych autorytetów, jak również obsesję na punkcie odwiedzenia wszystkich pięciu świętych gór. Dzieło jego życia, Podróże Xu Xiake (Xu Xiake youji), obejmuje ponad czterysta tysięcy znaków, z czego trzy czwarte jest poświęconych podróży na południowy zachód. 
Dzięki wartościom literackim, precyzji informacji, opisom nowych gatunków roślin oraz skorygowaniu będących w powszechnym obiegu błędów, a także ze względu na niezwykle rozległy obszar, jaki przemierzył autor, stało się ono najważniejszym dziełem podróżniczym dawnych Chin i wzorem do naśladowania dla kolejnych generacji chińskich podróżników.
Dzienniki cudem uniknęły całkowitej zagłady podczas lat zamętu związanych z upadkiem dynastii Ming, jednak część rękopisów zaginęła. Spośród tych, które przetrwały, część w latach 1773-82 została przepisana na potrzeby encyklopedii Siku Quanshu. Pierwsze drukowane wydanie ukazało się w 1776, zredagowane przez potomka Xu Xiake, Xu Zhena. Pisarstwo Xu Xiake nie było zbyt cenione w epoce Qing, ponieważ zbytnio wykraczało poza obowiązujące konwencje, czego nie omieszkał mu wytknąć jego surowy krytyk Li Ciming (1830–1894). Reputacja Xu zaczęła rosnąć dopiero na początku XX wieku, kiedy zwrócił na niego uwagę Liang Qichao, a następnie wykształcony na Zachodzie geograf Ding Wenjiang (1887–1936), który w 1928 wydał nową edycję dzienników w trzech tomach.
Po okresie spadku zainteresowania osobą Xu Xiake podczas pierwszych trzydziestu lat Chińskiej Republiki Ludowej wraz z nadejściem epoki reform pod koniec lat 70. nastąpiła złota era badań nad jego podróżami i pisarstwem. Po części wiązało się to z otwarciem Chin i rozwojem przemysłu turystycznego, który „zaadaptował Xu jako quasi świętego patrona podróży”. Jego popularność wzrosła jeszcze bardziej, kiedy w Chińskiej Bibliotece Narodowej odkryto wydanie dzienników zawierające bardziej szczegółowy opis jego podróży na południowy zachód. Z tej edycji dzienników wyłoniła się pełniejsza i bogatsza osobowość, którą można było poznać dzięki szczegółowym opisom scenerii i przeżywanych uczuć, silnie kontrastujących z wcześniej znanymi raczej suchymi zapiskami. Niektórzy międzynarodowi uczeni, tacy jak Leo Ou-fan Lee czy Chou Chih-Ping, pozostają sceptyczni wobec literackich wartości pisarstwa Xu Xiake. Jednak w Chinach jego reputacja jest obecnie wyższa niż kiedykolwiek. Świadczy o tym choćby fakt, iż w 2011 19 maja został ustanowiony Narodowym Dniem Turystyki na pamiątkę wyruszenia przez Xu Xiake w pierwszą odnotowaną przez niego w dziennikach podróż.
Podczas swoich wędrówek Xu odwiedził wszystkie prowincje cesarstwa. Szczegółowo opisywał napotkane góry, rzeki, wulkany i jaskinie, jak również konstrukcje wzniesione przez człowieka. Dla przykładu podczas eksploracji krasowego krajobrazu południowo-zachodnich Chin zbadał około trzysta jaskiń w prowincjach Guangxi, Guizhou i Junnan. Prawdopodobnie jego najsłynniejszym geograficznym odkryciem jest stwierdzenie, iż Jangcy ma swoje źródło w rzece Jinsha, a nie, jak dotąd sądzono (za pochodzącym z Okresu Walczących Królestw tekstem Trybuty Yu, wchodzącym w skład Księgi dokumentów), w górach Min. Ponadto ustalił, iż głównym źródłem Rzeki Zachodniej jest rzeka Beipan oraz że Mekong oraz Saluin to osobne rzeki. Stosowane przez niego metody nie zawsze były niezawodne. Przykładowo, badając kurs rzek Beipan i Nanpan w Guizhou i wschodnim Junnanie, nie był w stanie zbadać całego obszaru i, polegając na pochodzącej od innych informacji, przekazał błędne informacje na ten temat.